# 리눅스 테스트 프로젝트
리눅스 테스트 프로젝트(Linux Test Project, 보통 짧게 줄여 LTP)는 리눅스 커널의 신뢰성, 안정성, 강건성 등을 검증하기 위한 테스트 제품군을 오픈 소스 커뮤니티에 제공하는 것이 목적인 프로젝트이다. 그 프로젝트를 수행하는 단체 이름이기도 하다. 이 프로젝트는 실리콘 그래픽스가 먼저 시작했고, 현재는 IBM이 유지 보수하고 있다. 리눅스 커널 빌드에 대해 회귀 테스트를 수행한다.